# Anders Åslund (Fußballspieler)
Anders Ronny Åslund (* 30. November 1956 in Hagfors, Värmlands län) ist ein ehemaliger schwedischer Fußballspieler. Der Stürmer ist der jüngere Bruder des schwedischen Nationalspielers Sanny Åslund.

## Werdegang
Åslund begann wie sein Bruder mit dem Fußballspielen bei Sörby IK. 1976 wurde er von AIK verpflichtet, kam aber zunächst nur in der Reservemannschaft zum Einsatz. Sein Debüt in der ersten Mannschaft feierte der Angreifer bei einem Spiel gegen Eintracht Braunschweig im Rahmen des Intertoto-Cups, das mit einer 1:2-Niederlage für die Schweden endete. In der Folge konnte er sich im Erstligakader des Klubs etablieren, musste aber bis zum Frühjahr 1977 warten, ehe er am 23. April beim 1:1-Unentschieden gegen Halmstads BK als Einwechselspieler zu seinem Debüt in der Allsvenskan kam. Fortan kam er unregelmäßig zum Einsatz und erzielte am 18. Mai 1977 beim 1:1-Remis im heimischen Råsundastadion gegen IF Elfsborg sein erstes Erstligator. Dennoch konnte er sich nicht dauerhaft durchsetzen, da sein Bruder Sanny, Ove Rübsamen und Yngve Leback in der Offensive gesetzt waren. Erst im Herbst 1978 gelang der längerfristige Sprung in die Startelf, als er im September und Oktober des Jahres in sechs Spielen fünf Tore erzielte. Auch zu Beginn der Spielzeit 1979 stand er dauerhaft in der Startelf, da er jedoch längere Zeit ohne Torerfolg blieb, fand er sich jedoch in der zweiten Saisonhälfte öfters nur noch auf der Ersatzbank. Da jedoch auch seine Mitspieler kaum Torgefahr ausstrahlten, beendete AIK die Spielzeit auf einem Abstiegsplatz.
In der zweiten Liga schlug die große Stunde Åslunds. Zusammen mit Sven Dahlkvist, Göran Karlsson und Ove Rübsamen bestritt er alle 26 Saisonspiele und mit 13 Saisontoren setzte er sich vor Rübsamen, dem elf Treffer gelangen, in der internen Torschützenliste durch. Am Ende der Spielzeit stand AIK mit drei Punkten Vorsprung auf Örebro SK an der Spitze der Division 2 Norra und schaffte damit die direkte Rückkehr ins schwedische Oberhaus. Nach dem Aufstieg verpflichtete der Klub mit Rolf Zetterlund einen neuen Trainer und Åslund verlor alsbald seinen Stammplatz im Sturm und kam in der Spielzeit 1981 nur noch in elf Spielen zum Einsatz. Daher beschloss er, nach Saisonende den Verein zu verlassen und wechselte zu IFK Västerås, wo er 1984 seine Karriere beendete.
Nach dem Ende seiner aktiven Laufbahn wechselte Åslund auf die Trainerbank. 1986 übernahm er den Trainerposten bei IFK Täby und beerbte damit seinen Bruder. Nach zwei Spielzeiten beendete er sein Engagement. In den 1990er Jahren war er über mehrere Jahre Jugendtrainer bei Erikslunds KF.
Åslund arbeitet derzeit in der Reisebranche. Nachdem er seit den 1980ern Reisebüros besaß, ist er seit 1999 leitender Angestellter bei MZ Travel.